# ノクリア
ノクリア（nocria）は富士通ゼネラルが開発し、2003年3月より発売しているエアコンの商標、ブランド、および製品群である。
本項では、ノクリア以外の「富士通ゼネラルの発売したエアコン」についても記載する。

## 沿革
1960年（昭和35年）、富士通ゼネラルのエアコン事業は、ウィンド形クーラー（EA-55A）の購入販売から始まった。
なお当時の社名は八欧電機株式会社(やおうでんき)であったが、ゼネラルは商標として1946年（昭和21年）より使用を開始している。EA-55Aについても、商標としてゼネラルが使われている。
1964年（昭和39年）、自社開発のウィンド型クーラー（AL-841C）を発売し、本格的に空調機事業へと踏み出した。
1966年（昭和41年）、社名変更を行った。旧八欧電機株式会社→新ゼネラル。
1971年（昭和46年）、後に商標となるミンミンを発売した。
これはコの字型形態で簡易取付けが可能なカセット型エアコン(ALM-14A)であった。
ヒット商品になったことから、ミンミンはゼネラルエアコンの愛称となった。
1989年（平成元年）に18年愛用したミンミンをシルフィードに変更した。
さらに1991年（平成3年）にはシルフィードシリーズの中に、マイティーコンパクトという愛称を合わせて使用した。
これは、現代のエアコンの標準的な構造となる「ラムダ型熱交換器」「センターマウント送風機構造」を搭載したAS28TPR/25TPRを発売し、同機能を搭載したシリーズであった。
2003年（平成15年）、新しい愛称の商品として、ノクリア(nocria)を発売した。
技術的には、業界初となる「フィルタ自動清掃機構」および「２波長UV除菌ランプ」を搭載している。
なお、これにともない、それぞれ14年、12年使用したシルフィード マイティーコンパクトの愛称の使用を終了した。
2017年（平成29年）、国内向け家庭用エアコンのすべてのシリーズの名称としてノクリア(nocria)の使用を開始。
また、2018年（平成30年）より業務用パッケージエアコンをラインアップし、こちらは海外向けのビル用マルチエアコンで2002年（平成14年）より使用しているエアステージ(Airstage)で販売を開始した。

## 名前の由来

### ノクリア
「nocria」と表記する。
「エアコンの常識をひっくり返した」という意味を込めて、「aircon(エアコン)」のスペルを逆から並べて読ませている。
最初に発表された「ノクリア」には、プレフィルターの自動清掃機能、UVランプによる吸い込み空気の除菌機能など、これまでのエアコンのにまったくない機能、性能の商品であった。

## 製品ラインナップ
下記はプロパーモデルのみ。この他に住宅設備ルートモデルや、家電量販店専用モデルがある。
- 2003年（平成15年）

AS50JPZ2/40JPZ2/28JPZ
- 2004年（平成16年）

AS63NPZ2/50NPZ2/40NPZ2/28NPZ
- 2005年（平成17年）

AS71PPZ2/63PPZ2/50PPZ2/40PPZ2/28PPZ
- 2006年（平成18年）

AS-Z71R2/Z63R2/Z50R2/Z40R2/Z28R
- 2007年（平成19年）

AS-Z71S2/Z63S2/Z50S2/Z40S2/Z28S
- 2008年（平成20年）

室内機の横幅、高さを小さくした「ノクリア」Sシリーズを投入。この時からこれまでの「ノクリア」はZシリーズと表記される。
AS-Z71T2/Z63T2/Z50T2/Z40T2/Z28T
AS-S40T2/S28T/S25T/S22T
- 2009年（平成21年）

AS-Z71V2/Z63V2/Z50V2/Z40V2/Z28V
AS-S40V2/S28V/S25V/S22V
- 2010年（平成22年）

AS-Z71W2/Z63W2/Z50W2/Z40W2/Z28W
AS-S40W2/S28W/S25W/S22W
- 2011年（平成23年）

AS-Z71A2/Z63A2/Z56A2/Z40A2/Z28A/Z25A/Z22A
AS-S56A2/S40A2/S28A/S25A/S22A
- 2012年（平成24年）

AS-Z71B2/Z63B2/Z56B2/Z40B2/Z28B/Z25B/Z22B
AS-S56B2/S40B2/S28B/S25B/S22B
- 2013年（平成25年）

室内機の左右に温調しないファンを搭載した「ノクリア」Xシリーズを投入。左右のファンは「DUAL BLASTER（デュアルブラスター）」と命名。
AS-X80C2/X71C2/X63C2/X56C2/X45C2/X28C
AS-Z71C2/Z63C2/Z56C2/Z40C2/Z28C/Z25C/Z22C
AS-S56C2/S40C2/S28C/S25C/S22C
- 2014年（平成26年）

「ノクリア」Sシリーズに代わって、Mシリーズを投入。
AS-X80D2/X71D2/X63D2/X56D2/X45D2/X28D
AS-Z80D2/Z71D2/Z63D2/Z56D2/Z40D2/Z28D/Z25D/Z22D
AS-M71D2/M63D2/M56D2/M40D2/M28D/M25D/M22D
- 2015年（平成27年）

「ノクリア」Mシリーズに代わってSシリーズを再投入。
AS-X80E2/X71E2/X63E2/X56E2/X40E2/X28E/X25E/X22E
AS-Z80E2/Z71E2/Z63E2/Z56E2/Z40E2/Z28E/Z25E/Z22E
AS-S56E2/S40E2/S28E/S25E/S22E
- 2016年（平成28年）

「ノクリア」Zシリーズに代わって、ZS、GSシリーズ投入。室内機幅が68.6センチのコンパクトモデル（ZS,GSとも）。
AS-X80F2/X71F2/X63F2/X56F2/X40F2/X28F/X25F/X22F
AS-ZS80F2/ZS71F2/ZS63F2/ZS56F2/ZS40F2/ZS28F/ZS25F/ZS22F
AS-GS80F2/GS71F2/GS63F2/GS56F2/GS40F2/GS28F/GS25F/GS22F